# Tongwei
Der Kreis Tongwei (通渭县; Pinyin:  Tōngwèi Xiàn) ist ein Kreis der bezirksfreien Stadt Dingxi in der chinesischen Provinz Gansu. Er hat eine Fläche von 2.913 Quadratmetern und zählt 409.800 Einwohner (Stand: Ende 2018).